# Robert Warwick

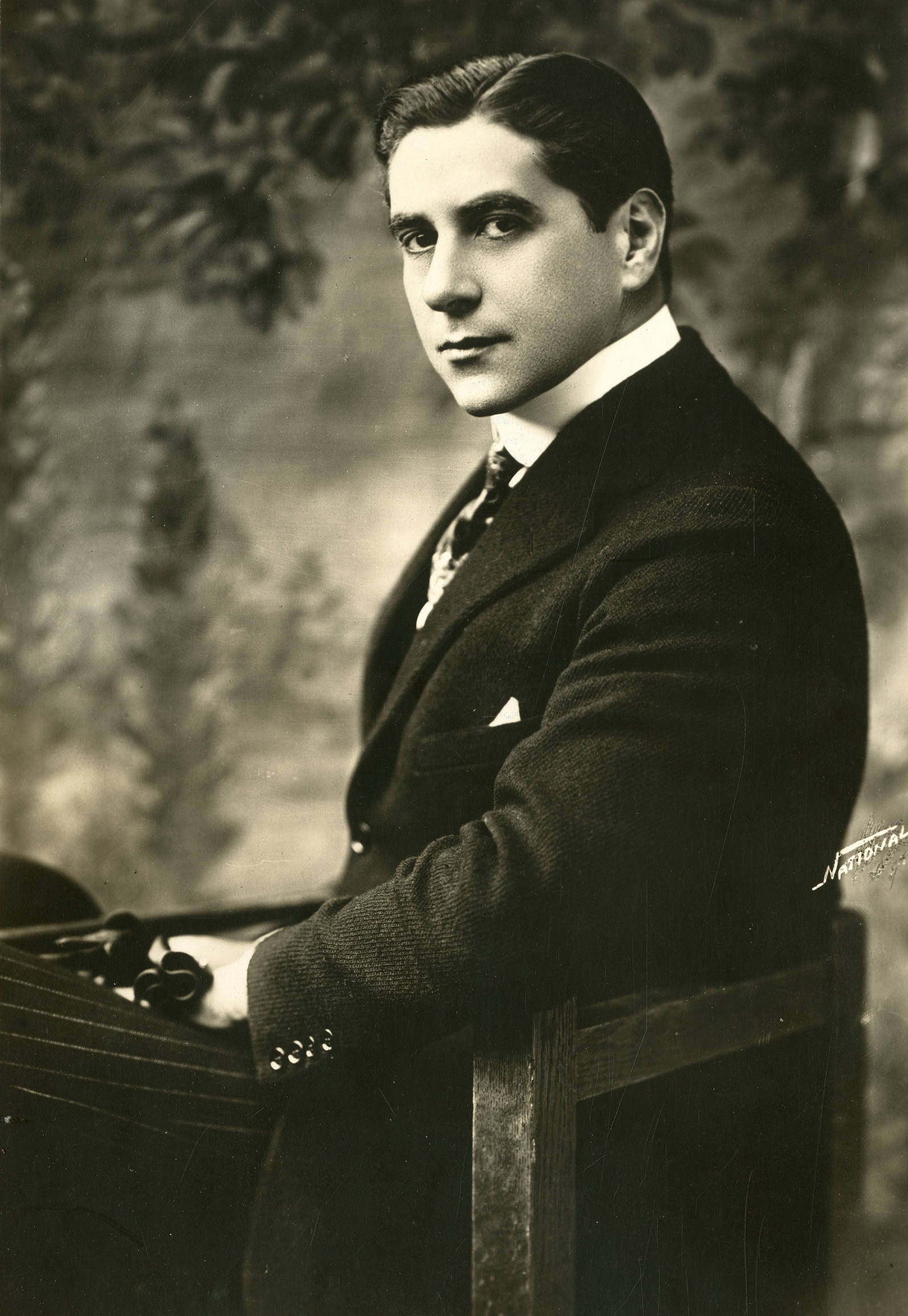
Robert Warwick (1919)

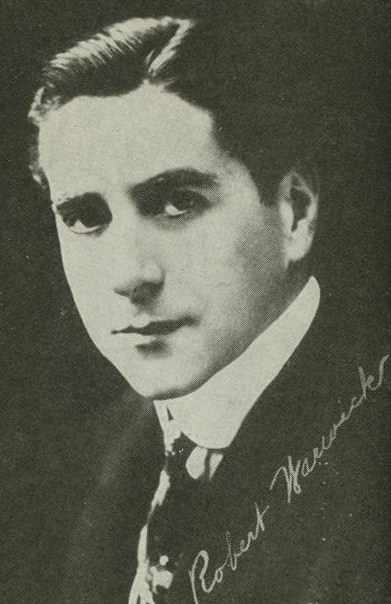
Robert Warwick (um 1915)

Robert Warwick (* 9. Oktober 1878 in Sacramento, Kalifornien als Robert Taylor Bien; † 6. Juni 1964 in West Los Angeles, Kalifornien) war ein US-amerikanischer Schauspieler in Theater, Kino und Fernsehen.

## Leben und Karriere
Robert Taylor Bien wurde 1878 in Sacramento geboren und sang bereits in seiner Kindheit im Kirchenchor. So wollte er zunächst auch Sänger werden und studierte Gesang in Paris. Dennoch entschied er sich letztlich für eine Schauspielkarriere, wenngleich er auf der Bühne hin und wieder Musicaleinlagen hinlegte. 1903 spielte er erstmals am Broadway im Stück Glad of It, an dem auch der junge John Barrymore mitwirkte.
Unter dem Künstlernamen Robert Warwick wurde der Schauspieler schnell zu einem Theaterstar und spielte zahlreiche prominente Rollen. Er erwarb insbesondere eine große weibliche Anhängerschaft und galt als sogenanntes Matinée idol, eine seiner Paraderollen war die des Wronski in Anna Karenina. Nachdem er am Broadway mit dem Stück Alias Jimmy Valentine (der Adaption einer Kurzgeschichte von O. Henry) einen großen Erfolg hatte, wiederholte er diese Rolle nochmals in der Verfilmung unter Regie von Maurice Tourneur aus dem Jahre 1915. Alias Jimmy Valentine war einer seiner ersten Filme. In den folgenden Jahren entwickelte er sich auch im Filmgeschäft zu einem bekannten Darsteller und gewann dort ebenfalls eine Anhängerschaft. Allerdings sind viele von Warwicks Stummfilmen heute verschollen. Am Broadway spielte er noch bis zum Dezember 1929 in fast 30 Produktionen. Zwischenzeitlich diente er auch als Offizier im Ersten Weltkrieg.
Ende der 1920er neigte sich die Stummfilmära dem Ende zu und viele Theaterschauspieler spielten vermehrt in Filmen. Auch der mittlerweile fast 50-jährige Warwick konzentrierte sich fortan ausschließlich auf seine Filmkarriere, musste sich allerdings mit Nebenrollen begnügen. Er spielte in einer großen Masse von Filmen der „Goldenen Ära Hollywoods“ als Charakterdarsteller mit, wobei die Größe seiner Rollen stark variierte: mal hatte er die größte Nebenrolle, manchmal sprach er nur wenige Sätze. Besonders oft spielte der Darsteller mit einer tiefen, resonanten Stimme aristokratische oder sonst wie einflussreiche „Autoritätsfiguren“, so als König in der Abenteuerkomödie Das Korsarenschiff (1944) neben Bob Hope oder als sterbender Zeitungsmogul in Fritz Langs Kriminaldrama Die Bestie (1956). In den 1940er-Jahren stellte Warwick aber auch komödiantisches Talent mit Auftritten in insgesamt sechs Filmen von Komödienspezialist Preston Sturges unter Beweis – darunter in Sullivans Reisen (1941) als Filmproduzent Lebrand sowie in Atemlos nach Florida (1942) als Mitglied eines exzentrischen Clubs reicher Herren.
Nicht selten verkörperte der Amerikaner auch „europäische“ und „britische“ Rollen, etwa in Romeo und Julia (1936) als Lord Montague oder in Günstling einer Königin (1939) als britischer Adeliger Montjoy. Im Abenteuergenre wirkte er an einigen Filmen mit Errol Flynn in der Hauptrolle mit, darunter Robin Hood, König der Vagabunden (1938), Die Liebesabenteuer des Don Juan (1947) und Gegen alle Flaggen (1952). Eine bemerkenswerte Altersrolle, die ihn ausnahmsweise nicht in einer hochrangigen Stellung zeigte, übernahm er als abgehalfterter Shakespeare-Schauspieler Charlie Waterman in Nicholas Rays Film noir Ein einsamer Ort (1950) an der Seite von Humphrey Bogart. Ab den 1950er-Jahren übernahm der Charakterdarsteller auch Gastrollen in Fernsehserien wie The Twilight Zone, Hawaiian Eye und Dr. Kildare. Bis zu seinem Karriereende 1962 brachte Warwick es auf Mitwirkung an über 250 Film- und Fernsehproduktionen.

## Privatleben
Robert Warwick war dreimal verheiratet, wobei seine ersten beiden Ehen mit Arlene Peck und Josephine Whittell geschieden wurden. Seine letzte Ehefrau Stella Lattimore, die 27 Jahre jünger als er war, überlebte er um vier Jahre. Robert Warwick starb 1964 im Alter von 85 Jahren in Los Angeles. Aus seinen Ehen hatte er zwei Töchter. Die jüngere Tochter Betsey betätigte sich später als Dichterin und wurde nach ihrem Tod 2007 neben Warwick und ihrer Mutter auf dem Holy Cross Cemetery in Culver City bestattet.

## Filmografie (Auswahl)
- 1914: The Dollar Mark
- 1915: Alias Jimmy Valentine
- 1917: A Girl's Folly
- 1920: Jack Straw
- 1924: The Splitfire
- 1929: Unmasked
- 1931: The Royal Bed
- 1931: A Holy Terror
- 1932: The Woman from Monte Carlo
- 1932: So Big
- 1932: Doctor X
- 1932: That's My Boy
- 1932: Jagd auf James A. (I Am a Fugitive from a Chain Gang)
- 1932: Silberdollar (Silver Dollar)
- 1932: Frisco Jenny
- 1933: Die drei Musketiere (The Three Musketeers)
- 1933: The Power and the Glory
- 1933: Charlie Chan's Greatest Case
- 1933: Der Boß ist eine schöne Frau (Female)
- 1934: Ein feiner Herr (Jimmy the Gent)
- 1934: Cleopatra
- 1935: Oberst Shirley (The Little Colonel)
- 1935: Der elektrische Stuhl (The Murder Man)
- 1935: The Farmer Takes a Wife
- 1935: Anna Karenina
- 1935: The Fighting Marines
- 1935: Flucht aus Paris (A Tale of Two Cities)
- 1935: Blutige Perlen (Whipsaw)
- 1936: Sutter’s Gold
- 1936: Maria von Schottland (Mary of Scotland)
- 1936: Charlie Chan beim Pferderennen (Charlie Chan at the Race Track)
- 1936: Romeo und Julia (Romeo and Juliet)
- 1936: Zorro, der blutrote Adler (The Vigilantes Are Coming)
- 1936: Can This Be Dixie?
- 1936: Give Me Liberty (Kurzfilm)
- 1937: Der Prinz und der Bettelknabe (The Prince and the Pauper)
- 1937: The Road Back
- 1937: Schiffbruch der Seelen (Souls at Sea)
- 1937: Das Leben des Emile Zola (The Life of Emile Zola)
- 1937: Die schreckliche Wahrheit (The Awful Truth)
- 1937: Maria Walewska (Conquest)
- 1938: Robin Hood, König der Vagabunden (The Adventures of Robin Hood)
- 1938: Blockade
- 1938: Army Girl
- 1938: Going Places
- 1939: Die Teufelsinsel (Devil's Island)
- 1939: Juarez
- 1939: Günstling einer Königin (The Private Lives of Elizabeth and Essex)
- 1939: Four Wives
- 1940: The Earl of Chicago
- 1940: Teddy the Rough Rider (Kurzfilm)
- 1940: New Moon
- 1940: Der große McGinty (The Great McGinty)
- 1940: Der Herr der sieben Meere (The Sea Hawk)
- 1940: Ein Mann mit Phantasie (A Dispatch from Reuter’s)
- 1940: Weihnachten im Juli (Christmas in July)
- 1941: Die Falschspielerin (The Lady Eve)
- 1941: Die Frau mit der Narbe (A Woman’s Face)
- 1941: Sullivans Reisen (Sullivan’s Travels)
- 1941: Louisiana Purchase
- 1942: Atemlos nach Florida (The Palm Beach Story)
- 1942: Meine Frau, die Hexe (I Married a Witch)
- 1942: Tennessee Johnson
- 1943: Two Tickets to London
- 1943: Women at War (Kurzfilm)
- 1943: Die Hölle von Oklahoma (In Old Oklahoma)
- 1944: Heil dem siegreichen Helden (Hail the Conquering Hero)
- 1944: Kismet
- 1944: Das Korsarenschiff (The Princess and the Pirate)
- 1945: Sudan
- 1947: Die Unbesiegten (Unconquered)
- 1947: Tabu der Gerechten (Gentleman’s Agreement)
- 1947: Die Piraten von Monterey (Pirates of Monterey)
- 1948: Rache ohne Gnade (Fury at Furnace Creek)
- 1948: Die drei Musketiere (The Three Musketeers)
- 1948: Die Liebesabenteuer des Don Juan (Adventures of Don Juan)
- 1949: Impact
- 1950: Francis, ein Esel – Herr General (Francis)
- 1950: Ein einsamer Ort (In a Lonely Place)
- 1950: Tarzan und das Sklavenmädchen (Tarzan and the Slave Girl)
- 1950: Vendetta
- 1951: Ein Fremder kam nach Arizona (Sugarfoot)
- 1951: Das Schwert von Monte Christo (The Sword of Monte Cristo)
- 1951: Das Zeichen des Verräters (Mark of the Renegade)
- 1952: The Star
- 1952: Gegen alle Flaggen (Against All Flags)
- 1953: Die Welt gehört ihm (The Mississippi Gambler)
- 1953: Salome
- 1953: Weiße Herrin auf Jamaica (Jamaica Run)
- 1953: König der Piraten (Raiders of the Seven Seas)
- 1953: Brennpunkt Algier (Fort Algiers)
- 1954: Stadt der Verdammten (Silver Lode)
- 1954: Der Wind des Todes (Passion)
- 1955: Flucht nach Burma (Escape to Burma)
- 1955: Der Speer der Rache (Chief Crazy Horse)
- 1955: Die nackte Geisel (Lady Godiva of Coventry)
- 1955: Alfred Hitchcock Presents (Fernsehserie, Folge 1x09)
- 1956: Die Bestie (While the City Sleeps)
- 1956: Ritt in den Tod (Walk the Proud Land)
- 1957: Schußbereit (Shoot-Out at Medicine Bend)
- 1957: Corky und der Zirkus (Circus Boy, Fernsehserie, Folge 2x02)
- 1957–1959: Rin Tin Tin (The Adventures of Rin Tin Tin, Fernsehserie, 4 Folgen)
- 1958: Vater ist der Beste (Father Knows Best, Fernsehserie, Folge 4x16)
- 1958: König der Freibeuter (The Buccaneer)
- 1958–1960: Bronco (Fernsehserie, 3 Folgen)
- 1959: Erinnerung einer Nacht (Night of the Quarter Moon)
- 1959: Eine tolle Nummer (It Started with a Kiss)
- 1959/1960: Sugarfoot (Fernsehserie, 2 Folgen)
- 1959/1962: Hawaiian Eye (Fernsehserie, 2 Folgen)
- 1960: Twilight Zone (Fernsehserie, Folge 1x18 Flug ohne Wiederkehr)
- 1960: Cheyenne (Fernsehserie, Folge 4x10)
- 1960: Nur wenige sind auserwählt (Song Without End)
- 1960: Maverick (Fernsehserie, Folge 4x09)
- 1960: Peter Gunn (Fernsehserie, Folge 3x07)
- 1960/1961: Abenteuer im wilden Westen (Zane Grey Theater, Fernsehserie, 2 Folgen)
- 1962: Dr. Kildare (Fernsehserie, Folge 2x12)